# Цыганская мадонна
«Цыганская мадонна» (итал. Madonna zingarella) — картина итальянского живописца Тициана (ок. 1490—1576), представителя венецианской школы. Создана около 1511—1512 годов. Хранится в Музее истории искусств в Вене (инв. № GG 95).

## Описание
Картина с изображением Мадонны с младенцем является первой и наиболее известной из картин раннего периода творчества художника. «Цыганская мадонна» названа так из-за темных глаз Мадонны и ее смуглого лица. Пирамидальное расположение фигур, независимое от изображения пейзажа, напоминает о работах Джованни Беллини и Джорджоне. В этой работе раскрылись индивидуальные черты таланта Тициана: энергетический всплеск материальной образности, чрезвычайно тонкие градации цветов, которые моделируют объем изображенных предметов, и непревзойденная чувственность.
Безупречное треугольное расположение Девы Марии с младенцем и разреженная атмосфера вида позади них оживают благодаря нежному сочетанию цветов, которые главным образом были заимствованы у Джорджоне. На этом полотне художник запечатлел атмосферу Венеции; горы на заднем плане растворяются в чистой атмосфере, создавая изящную симфонию нежных цветов, которые прекрасно гармонируют с живостью красных, зеленых и белых цветов пышного одеяния Девы Марии. Тициан, в отличие от своих учителей, имеет исключительную интуицию на лицо, что отразилось в необычных, напряженных взглядах Мадонны-цыганки и младенца.
Картина находилась в коллекции эрцгерцога Леопольда Вильгельма Австрийского с 1659 года.

## Ссылка
- На Викискладе есть медиафайлы по теме Цыганская мадонна